# Csillagok között
A Csillagok között (eredeti cím: Interstellar) 2014-ben bemutatott sci-fi film, amely felvonultatja a 21. századi elméleti fizika elképzeléseit a világűrről, a téridőről, valamint felvázolja a zsákutcába jutott emberiség lehetséges jövőjét. A filmet anamorfikus 35 mm-es és IMAX 70 mm-es filmre fényképezték, zenéjét Hans Zimmer készítette, rendezője Christopher Nolan. A film készítéséhez nagy segítséget jelentett Kip Thorne elméleti fizikus, aki tanácsokkal látta el a rendezőt és a stábot.

## Cselekmény
A közeli jövőben az emberiség képtelenné válik arra, hogy fennmaradjon a Földön. A természeti katasztrófák ellehetetlenítik a mezőgazdaságot, állandóak a porviharok, évről évre egyre rosszabb a termés. A korábbi civilizáció eltűnőben, a fejlődés helyett inkább visszafejlődés figyelhető meg egy agrártársadalom irányába.
A film főhőse Joseph Cooper, aki korábban NASA-tesztpilóta volt, a farmján gazdálkodik, vele él két gyermeke, Tom, és a tízéves Murphy nevű lánya, valamint apósa, Donald. Murphy meg van győződve arról, hogy a házban szellem van, aki kommunikálni akar vele. Cooper nem hisz a szellemben, de vizsgálni kezdi a jelenséget és megállapítja, hogy az anomália vagy egy ismeretlen valaki morzejeleket és bináris kódokat küld. Megfejti a kódokat és egy hely koordinátáit kapja. Ez vezeti el őt és kislányát egy titkos NASA kísérleti telephelyre, amelyet Dr. Brand, a korábbi professzora vezet.
A professzor bevezeti Coopert a kutatás lényegébe. Eszerint az emberiség pusztulása a Földön elkerülhetetlen a következő évtizedekben. Ugyanakkor már 48 éve felfedeztek egy féreglyukat a Szaturnusz gyűrűi közelében, amely elvezethet egy másik galaxishoz. Ez lehet az emberiség menekülésének kulcsa. Egy korábbi, ún. Lazarus-misszió (Lázár küldetés) keretében embereket küldtek át a féreglyukon, hogy kiderüljön, van-e életképes világ (bolygó) odaát. Az emberi kapszulák közül három küldött visszajelzést, a kapszulákban tartózkodó három pilótáról elnevezett bolygókról, ezek: Miller, Edmunds és Mann. Az aktuális Endurance-projekt célja, hogy asztronauták egy csoportját átküldje a féreglyukon, hogy megerősítést kapjanak a Földön, a három közül melyik bolygó a legalkalmasabb arra, hogy az emberiség kolonizálja egy építés alatt álló hatalmas űrállomással. Ennek az expedíciónak a vezetésére Brand professzor Coopert kéri fel, aki – bár először visszautasítaná a feladatot – gyermekei életének megmentése érdekében elvállalja a küldetést. Ugyanakkor nehezen hagyja ott a családját, főleg Murphyt, aki tudja, hogy apja talán soha nem tér vissza. Cooper megígéri Murphynek, hogy visszatér hozzá, majd búcsút vesz családjától és elhagyja a Földet három másik asztronauta, Amelia (Brand lánya), a fizikus Romilly és a geográfus Doyle, valamint két robot, CASE és TARS kíséretében. 
Az út a Szaturnuszig mintegy két évig tart, ez idő alatt folyamatosan van kapcsolat a Földdel, Cooper videóüzeneteket küld a családjának és értesül a fejleményekről, amik otthon történtek. A féreglyukat közben megtalálják és keresztülmennek rajta, így jutnak át a másik galaxisba, ahol megállapítják, hogy az első számú bolygó, Milleré túl közel van a Gargantua nevű fekete lyukhoz, így a bolygón eltöltött idő alatt a Földön sokkal több idő telik el a gravitációs húzóerő miatt. Minden, a bolygón töltött óra alatt 7 földi év telik el. A csapatból három fő, Cooper, Amelia és Doyle leszáll a bolygóra. Vízre érnek, hogy megkeressék Millert és adatrögzítőjét. Ám a próbálkozás tragédiába torkollik, hatalmas hullám közelít, amely miatt el kell menekülniük, és Doyle-t elsodorja az ár. Késve érnek vissza Romillyhoz, aki közli velük, hogy amíg lent tartózkodtak, ő 23 évet várt rájuk. A hír sokkolja Coopert, aki visszanézi a Földről küldött videóüzeneteket, melyben szerettei üzentek neki. A videókból kiderül, hogy fia leérettségizett, majd barátnője lett, akit később feleségül vett és gyermeke született tőle. Az is tudomására jut, hogy apósa, Donald meghalt, valamint hogy Murphy tudományos pályára lépett és a NASA-nak dolgozik, Dr. Brand kezei alatt. Murphy videóüzenetében megvádolja apját, amiért becsapta őt és nem tért vissza a Földre, ahogy ígérte, pedig ő már olyan idős lett közben, mint apja, amikor hátrahagyta őket. A hírek heves érzelmi reakciókat váltanak ki Cooperből.
A Földön egyre inkább ellehetetlenül az élet. Az emberek menekülnének, de a helyzet kilátástalan. Murphy kísérletet tesz arra, hogy megoldja azt a problémát, amin Dr. Brand évekig dolgozott; azaz miképp menekülhetne el az emberiség a Földről, a tömegvonzás ellenére. A professzor egészsége megrendül, halálos ágyán megvallja Murphynek, hogy évekkel korábban már kidolgozta az egyenletet, de mivel kell egy adat a fekete lyuk túloldalán lévő szingularitásból, ami nincs, ezért minden hiába, az emberiség veszni látszik. Emiatt minden hitét egy populációs bombába tette, ami ott van az Endurance űrhajón. Ezek a megtermékenyített embriók lehetnek a remény zálogai, és ez ott van Cooperék kezében. Ez egyben azt is jelenti, hogy Cooper és csapata sosem fog visszatérni. A hír sokkolja Murphyt, aki ugyanakkor képtelen elfogadni, hogy nem látja viszont soha többé apját. Ezt megüzeni abban a videóban, amikor Ameliával közli apja halálhírét.
Az Endurance csapata eközben választás előtt áll: vagy Mann vagy pedig Edmunds bolygóját választják; ha ugyanis mindkettőre elmennek, megvan a veszélye, hogy nem lesznek képesek időben visszatérni a Földre. Míg Amelia Edmunds bolygóját javasolja –mivel annak megfelelőbbek a körülményei– és érzelmi kapcsolat fűzi Edmundshoz, Cooper épp az elfogulatlanság miatt Mann bolygóját javasolja. Végül Mann bolygója mellett dönt Cooper, így oda mennek mindannyian. A bolygó jeges állapotban van és megtalálják Mannt hibernált állapotban. Felébresztik és felfedező útra indulnak vele. Mikor Cooper közli, hogy visszatérnek a Földre, Mann csapdát állít és egy külön expedícióra hívja Coopert, ahol megtámadja és tönkreteszi szkafanderjét. A magára hagyott Cooper rádión segítséget kér Ameliától, aki odaszáll hozzá. Ám ez idő alatt Mann felrobbantja Romillyt és megpróbál eljutni a bolygó körül keringő Endurance-re, hogy végleg megakadályozza Cooperék hazatérését és hogy elvigye az embriókat Edmunds bolygójára. Cooper és Amelia utána ered, de nem tudják megakadályozni, hogy Mann csatlakozzon az Endurance-hez. Azonban dokkolása sikertelen; a légzár kilöki az űrbe Mannt, akinek felrobban a gépe és ez tönkreteszi az Endurance egy részét is. Ennek ellenére a vadul pörgő és sodródó Endurance-hez sikerül csatlakozniuk Cooperéknek, így megmenekülnek és az a reményük is életben marad, hogy egyszer hazatérhetnek.
Murphy és egyik orvos kollégája elmennek a farmra, ahol Tom és családja gazdálkodik. A család szenved a portól, a gyerek és Tom felesége állandóan köhög. Murphy megpróbálja rábeszélni Tomot, hogy hagyják ott a farmot, de a férfi hajthatatlan. Murphy közli Tommal, hogy apja nem fog már ide visszatérni, kár itt maradni. Eközben hatalmas porvihar közelít. A távozó Murphynek azonban van egy ötlete, hogyan cselezhetné ki bátyját. A kukoricásban benzinnel tüzet gyújt, ami hamar szétterjed és tönkreteszi a termés nagy részét. Tom, hogy mentse, ami menthető, otthagyja a családját és megy tüzet oltani. Ezalatt Murphyék visszatérnek és kimenekítik a családot. Murphyben azonban feltámad a kísértés, hogy visszatérjen szobájába és megfejtse a titkot. A könyvespolcáról spontán lehulló könyvek alapján próbálja kideríteni, mit üzen a szellem. Előszedi a rég lejegyzett üzeneteket és újragondolja az egészet. A család eközben lent vár rá.
Amelia és Cooper tervet készítenek. Odavezetik az űrhajót a Gargantua eseményhorizontja közelébe, amelybe leküldik TARS-t, hogy információkat gyűjtsön a szingularitásról, ami a fekete lyuk mögött van és ezeket visszaküldje a Földre. Amint a robot visszajelez nekik, a két űrhajós igyekszik eljutni Edmunds bolygójára. A fekete lyuk vonzóereje azonban erős. Hogy az Endurance eljusson Edmundshoz, Cooper úgy dönt, csökkenti az űrhajó tömegét azzal, hogy kilövi magát a fekete lyukba. Így Amelia megmenekül és le tud szállni Edmundshoz, míg Cooper a szingularitásban találja magát. Mivel az eseményhorizont közelében Cooper hajója kezd darabokra hullani, ezért katapultál, majd túlcsúszik az eseményhorizonton és belezuhan egy hiperkockába, melyről később TARS közli, hogy az ismeretlen lények építették számára, mint 3 dimenziós teret az 5 dimenziós valóságukon belül, hogy lehetővé tegyék Cooper számára, hogy felfoghassa azt. Cooper a TARS-szal való beszélgetése során felismeri, hogy azok az intelligens lények, akik a féreglyukat az emberiség számára előkészítették, valójában az emberiség fejlettebb, jövőbeni formái lehetnek és éppúgy segítik őt, ahogyan ő segíti az emberiséget a lányának való üzenetküldésen keresztül. A TARS által gyűjtött adatokkal felvértezve a szingularitásról, Cooper megpróbál kommunikálni Murphyvel, aki ott tartózkodik a könyvespolcok előtt a szobájában, és próbál rájönni a titokra. Amikor Cooper meglök egy könyvet, a gravitációs hullámok miatt az leesik és ebből tud a lány jelzéseket kapni. Murphy így a hiányzó láncszemmel be tudja fejezni Brand egyenletét, lehetővé téve az emberiségnek az evakuációt.
Cooper küldetését ezzel teljesítette, a féreglyukon át visszatér a Naprendszerbe, ahol egy Szaturnusz közelében lévő hajó megmenti és elviszi arra a NASA-űrállomásra, amelynek Cooper a neve és ami a lányáról lett elnevezve. Mikor felébred, megtudja, hogy még él a lánya, akivel találkozik és aki útjára bocsátja, hogy menjen vissza Ameliához. Cooper elköt egy űrhajót és útra kel.

## Szereplők
| Szereplő | Színész             | Magyar hang     |
| --- | ------------------- | --------------- |
| Joseph Cooper | Matthew McConaughey | Nagy Ervin      |
| Dr. Amelia Brand | Anne Hathaway       | Horváth Lili    |
| Brand professzor | Michael Caine       | Fülöp Zsigmond  |
| Dr. Mann | Matt Damon          | Stohl András    |
| Murphy "Murph" Cooper | Jessica Chastain    | Zsigmond Tamara |
| Murphy "Murph" Cooper idősen | Ellen Burstyn       | Felföldi Anikó  |
| Murphy "Murph" Cooper fiatalon | Mackenzie Foy       | Koller Virág    |
| TARS | Bill Irwin          | Mertz Tibor     |
| Romilly | David Gyasi         | Fekete Ernő     |
| Doyle | Wes Bentley         | Makranczi Zalán |
| Getty | Topher Grace        | Simon Kornél    |
| Tom | Casey Affleck       | Hevér Gábor     |
| Tom fiatalon | Timothée Chalamet   | Czető Ádám      |
| Donald | John Lithgow        | Konrád Antal    |
| Lois | Leah Cairns         | Pálmai Anna     |
| Doktor | Jeff Hephner        | Szatmári Attila |
| Ms. Hanley | Collette Wolfe      | Roatis Andrea   |
| Igazgató | David Oyelowo       | Király Attila   |
| William | William Devane      | Szersén Gyula   |
| Adminisztrátor | Elyes Gabel         | Széll Attila    |
| Coop | Liam Dickinson      | Zelei Dániel    |
| További magyar hangok |                     |                 |
| Bessenyei Emma, Bókai Mária, Bordás János, Fehérváry Márton, Fésűs Bea, Horváth Zsuzsa, Izsóf Vilmos, Kassai Ilona, Király Adrián, Kis-Kovács Luca, Pálfai Péter, Stern Dániel, Szabó Endre, Szokolay Ottó, Várday Zoltán, Welker Gábor |                     |                 |

## A film készítése

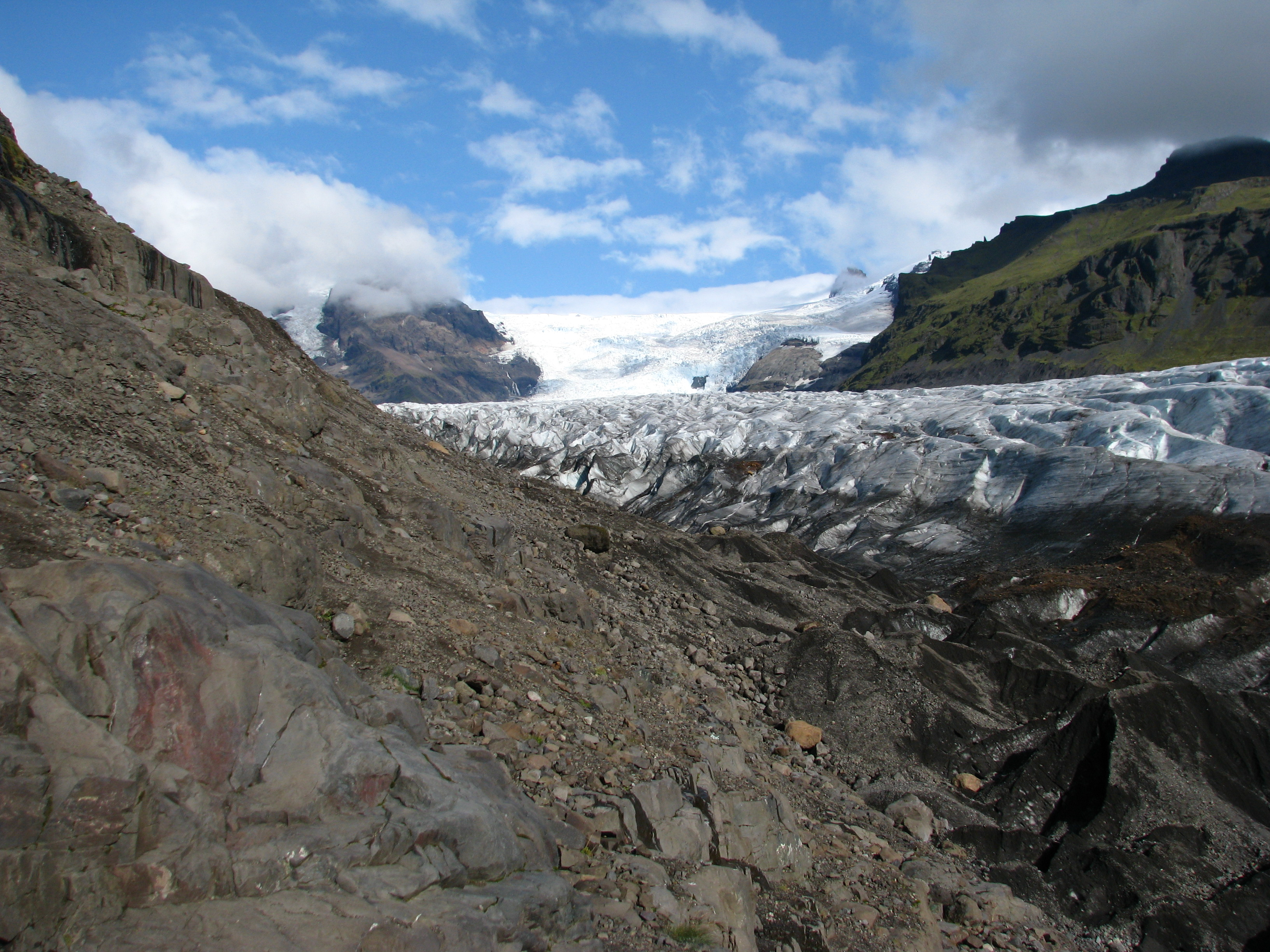
A Svínafellsjökull gleccser, a forgatás egyik helyszíne Izlandon

2006-ban Steven Spielberg és a Paramount Pictures bejelentett egy filmtervet, amely Obst és Thorne nyolcoldalas munkáján alapult. Ám Spielberg végül más munkákra koncentrált és a rendezést Nolan vette át testvére, Jonathan unszolására, így ő 2012-ben lett a projekt részese. A forgatókönyvet Jonathan négy évig írta.

## A film mintái
Nolan saját bevallása szerint is a filmre hatást gyakoroltak a 20. század nagy sci-fi alkotásai, így a Metropolis (1927), a 2001: Űrodüsszeia (1968) és a Szárnyas fejvadász (1982). Különösen Stanley Kubrick alkotása tett nagy hatást a munkára, több jelenet a rendezőlegenda előtt tiszteleg: űrben zenére keringő űrhajó, a monolitra hasonlító robotok.

## Fontosabb díjak és jelölések
Oscar-díj (2015)
- díj: legjobb vizuális effektusok
- jelölés: legjobb filmzene (Hans Zimmer)
- jelölés: legjobb hangvágás
- jelölés: legjobb hangkeverés
- jelölés: legjobb látványtervezés

BAFTA-díj (2015)
- díj: legjobb vizuális effektusok
- jelölés: legjobb operatőr (Hoyte Van Hoytema)
- jelölés: legjobb látványtervezés
- jelölés: legjobb filmzene jelölés (Hans Zimmer)

Golden Globe-díj (2015)
- jelölés: legjobb eredeti filmzene (Hans Zimmer)